# Dracaena impressivenia
Dracaena impressivenia là một loài thực vật có hoa trong họ Măng tây. Loài này được Yu H.Yan & H.J.Guo mô tả khoa học đầu tiên năm 2006.